# Educación de la mujer cristiana
La Educación o Instrucción de una mujer cristiana fue un libro de principios del siglo XVI escrito por Juan Luis Vives, como base para la educación de María I de Inglaterra, hija de Enrique VIII. El libro, publicado en 1523, fue escrito originalmente en latín bajo el título de De Institutione Feminae Christianae. Elogiado por Erasmo y Tomás Moro, Vives defendió la educación para todas las mujeres, independientemente de su clase social y capacidad. Pasando por la infancia y la adolescencia, el matrimonio y la viudez, este manual ofrece consejos prácticos y fue reconocido poco después de la publicación como la guía de mayor autoridad en la educación universal de las mujeres. Argumentando que las mujeres eran intelectualmente igual a los hombres, Vives enfatizó el compañerismo intelectual en el matrimonio sobre la procreación y se movió más allá de la esfera privada para mostrar cómo el progreso de las mujeres era esencial para el bien de la sociedad y del Estado.